# ممدوح عبد الستار
ممدوح محمد عبد الستار نصر ويشتهر ممدوح عبد الستار (مواليد 1 ديسمبر 1960 في الدلجمون، محافظة الغربية، مصر) هو كاتب مصري. نشرت أولى أعماله الروائية عام 1990 بعنوان «مقامات التفرد والأحوال».

## مؤلفاته
- «السمان يستريح في النهر» (مجموعة قصصية)، 1989[4][5]
- «مقامات التفرد والأحوال» (رواية)، 1990[6][7]
- «لغة التشابه» (مسرحية)، 1997[8][9]
- «الفتاة والفرس» (مجموعة قصصية)، 1999[10]
- «الفتى الشجاع» (مجموعة قصصية)[10]
- «السامري» (رواية)، 2000[11]
- «ظلال» (مجموعة قصصية)، 2009[12][13]
- «منامة الشيخ.. ميراث الفتنة» (رواية)، 2010[14][15]
- «للعشق الحرام» (مجموعة قصصية)، 2012[16]
- «أوراق ميت» (رواية)، 2015[17][18]
- «جواز سفر» (رواية)، 2019[19]
- «فتنة»، 2019[20]
- «لعنة الحكايات القديمة» (رواية)، 2019[21]

## جوائز
- جائزة سعاد الصباح في القصة القصيرة، 1988[22][23]
- جائزة سعاد الصباح في الرواية، 1989[22]
- جائزة مجلة الفرسان في القصة القصيرة، فرنسا، الجائزة الثانية، 1990[3]
- جائزة محمد تيمور المسرحية، الجائزة الثالثة، 1995[19]
- جائزة جريدة «أخبار الأدب» في القصة القصيرة، الجائزة الثانية[19]
- جائزة الثقافة الجماهيرية في الرواية، الجائزة الثانية، 1996[24]
- جائزة الثقافة الجماهيرية في القصة القصيرة، الجائزة الأولى، 1996[3]
- جائزة مجلة «الصدى» الإماراتية في القصة القصيرة، الجائزة الثانية، 2005–06[3]
- جائزة كتاب اليوم الأدبية في القصة القصيرة، الجائزة الخامسة، 2005–06[3]
- جائزة إحسان عبد القدوس في الرواية، الجائزة الثالثة، 2006[19][25]
- جائزة مجلة «دبي» الثقافية في القصة القصيرة، الجائزة الثانية، 2006–07[22][25]
- جائزة نادي القصة في الرواية، الجائزة الثانية، 2007[22][25]